# Stopplaats Lageweg
Stopplaats Lageweg was een stopplaats aan de voormalige spoorlijn Hoorn - Bovenkarspel-Grootebroek. De stopplaats was geopend van 2 december 1913 tot 1935.